# Сен-Пьер-ан-Ож
Сен-Пьер-ан-Ож (фр. Saint-Pierre-en-Auge) — новая коммуна на севере Франции, регион Нормандия, департамент Кальвадос, округ Лизьё, кантон Ливаро-Пеи-д’Ож. Расположена в 33 км к юго-востоку от Кана и в 25 км к юго-западу от Лизьё. Через территорию коммуны протекает река Див.
Население (2018) — 7 503 человека.

## История
Коммуна образована 1 января 2017 года путем слияния тринадцати коммун: 
- Бретвиль-сюр-Див
- Буассе
- Водлож
- Вьё-Понт-ан-Ож
- Иевиль
- Л’Удон
- Миттуа
- Монвьет
- Сен-Жорж-ан-Ож
- Сен-Пьер-сюр-Див
- Сент-Маргерит-де-Вьет
- Тьевиль
- Увиль-ла-Бьен-Турне

Центром коммуны является Сен-Пьер-сюр-Див. От нее же к новой коммуне перешли почтовый индекс и код INSEE. На картах в качестве координат Сен-Пьер-ан-Ож указываются координаты Сен-Пьер-сюр-Див.

## Достопримечательности
- Бенедиктинское аббатство Сен-Пьер-сюр-Див
- Галлы XI века, реконструированные после Второй мировой войны
- Шато Карель XVI—XVIII веков
- Особняки XVI—XVIII веков в Сен-Пьер-сюр-Див
- Церковь Святого Патерна в Л’Удоне
- Усадьба Льё-Рошер XVI-XVIII веков в Вьё-Понт-ан-Ож

## Экономика
Структура занятости населения:
- сельское хозяйство — 8,8 %
- промышленность — 18,4 %
- строительство — 8,6 %
- торговля, транспорт и сфера услуг — 25,3 %
- государственные и муниципальные службы — 38,9 %

Уровень безработицы (2017) — 12,8 % (Франция в целом —  13,4 %, департамент Кальвадос — 12,5 %). 

Среднегодовой доход на 1 человека, евро (2018) — 19 620 (Франция в целом — 21 730, департамент Кальвадос — 21 490).

## Администрация
Пост мэра Сен-Пьер-ан-Ожа с 2017 года занимает Жаки Мари (Jacky Marie), до этого бывший мэром коммуны Сен-Пьер-сюр-Див. На муниципальных выборах 2020 года возглавляемый им независимый список победил в 1-м туре, получив 57,31 % голосов.
| Период | Период | Фамилия   | Партия        | Примечания                                     |
| ------ | ------ | --------- | ------------- | ---------------------------------------------- |
| 2017   |        | Жаки Мари | Разные правые | пенсионер, бывший мэр коммуны Сен-Пьер-сюр-Див |

## Галерея

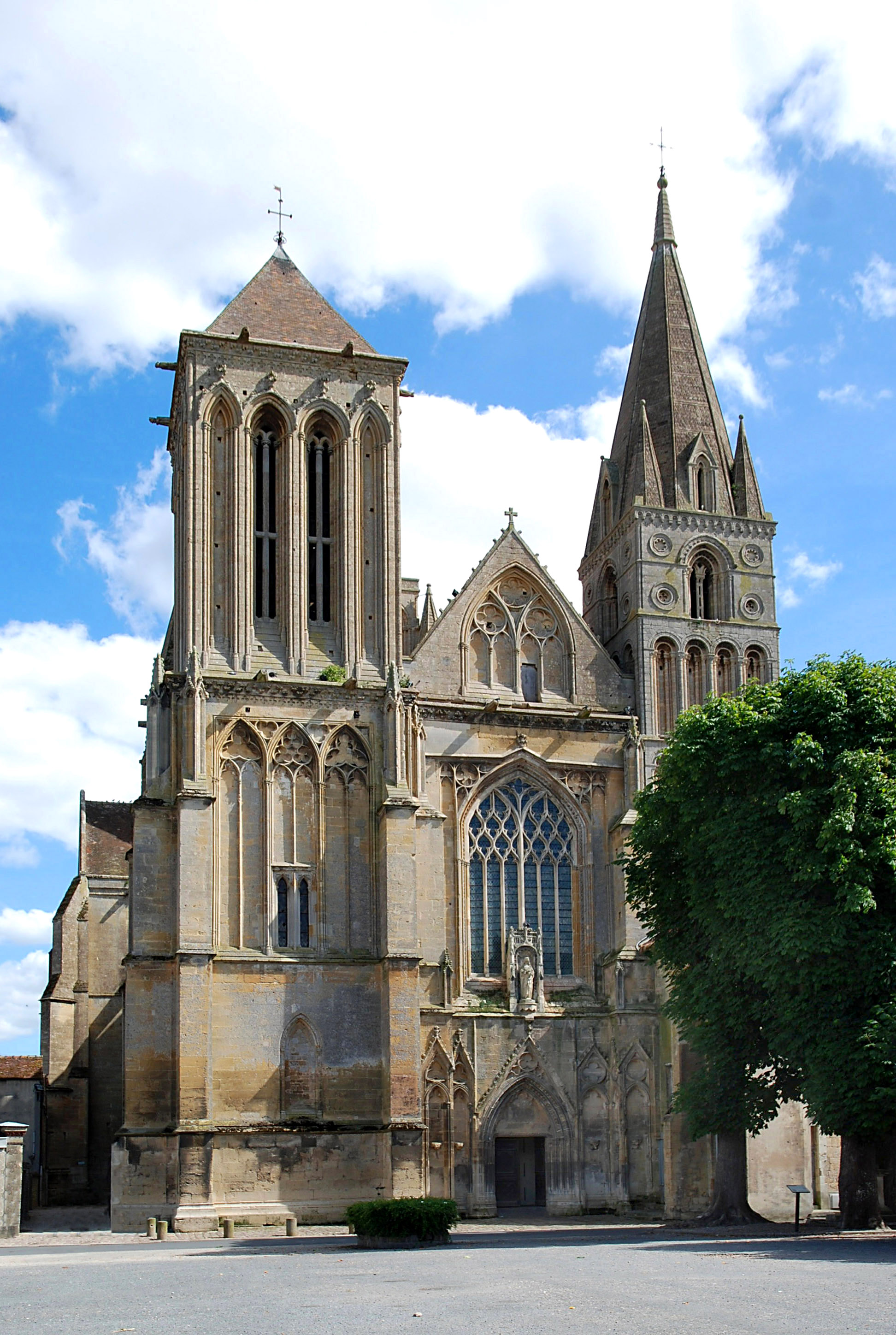
Церковь аббатства Сен-Пьер-сюр-Див
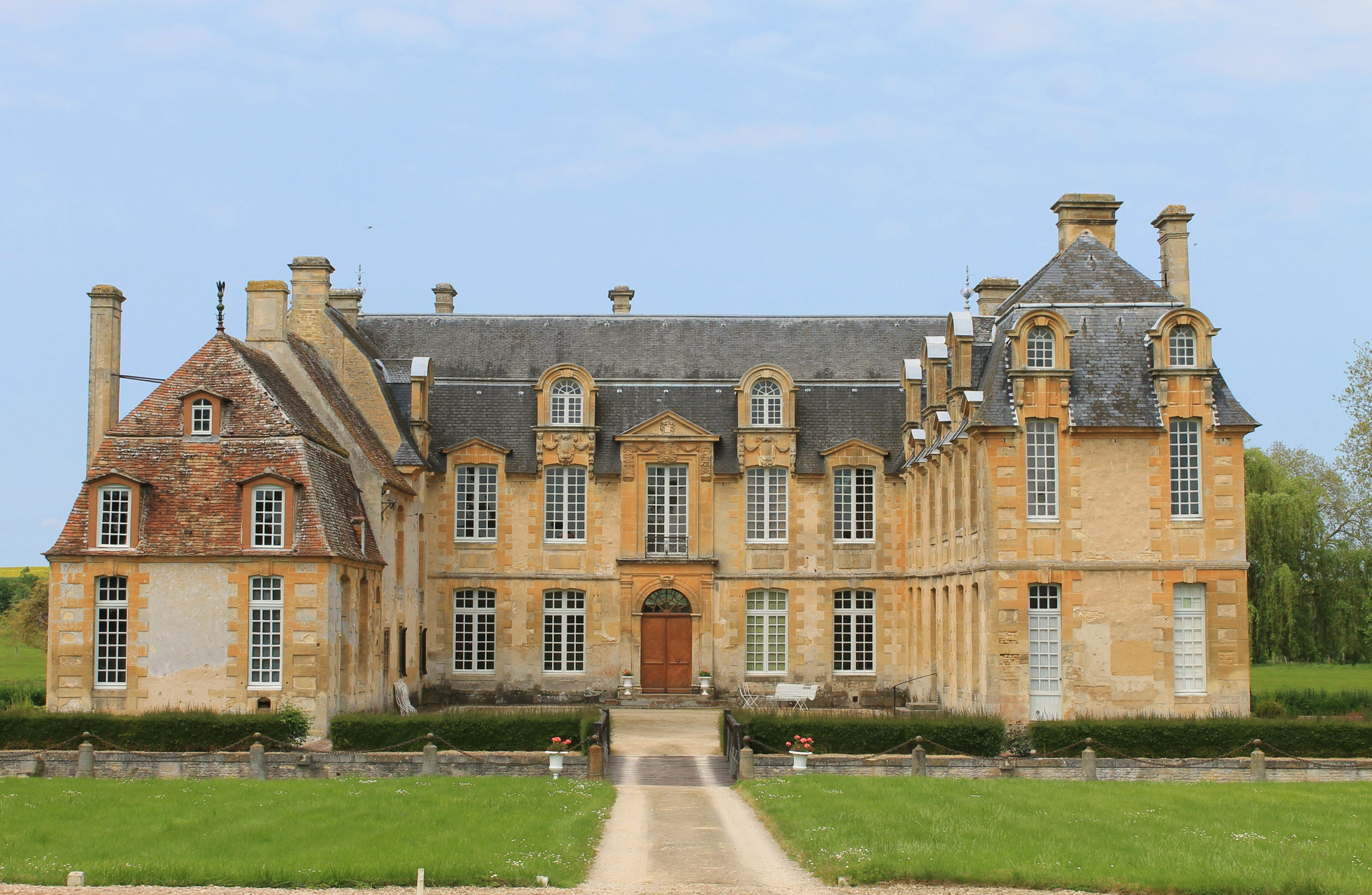
Шато Карель
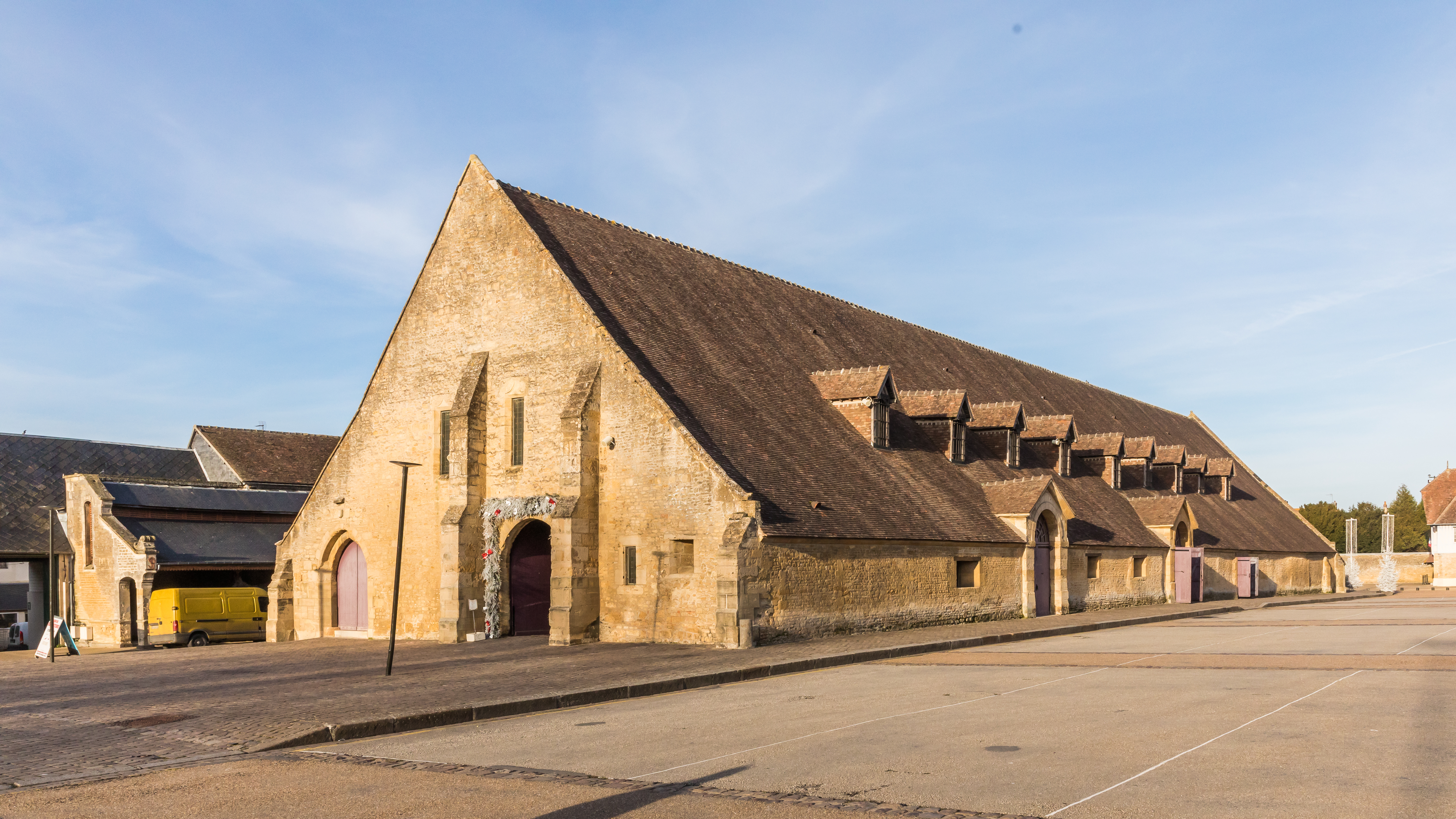
Галлы Сен-Пьер-сюр-Див
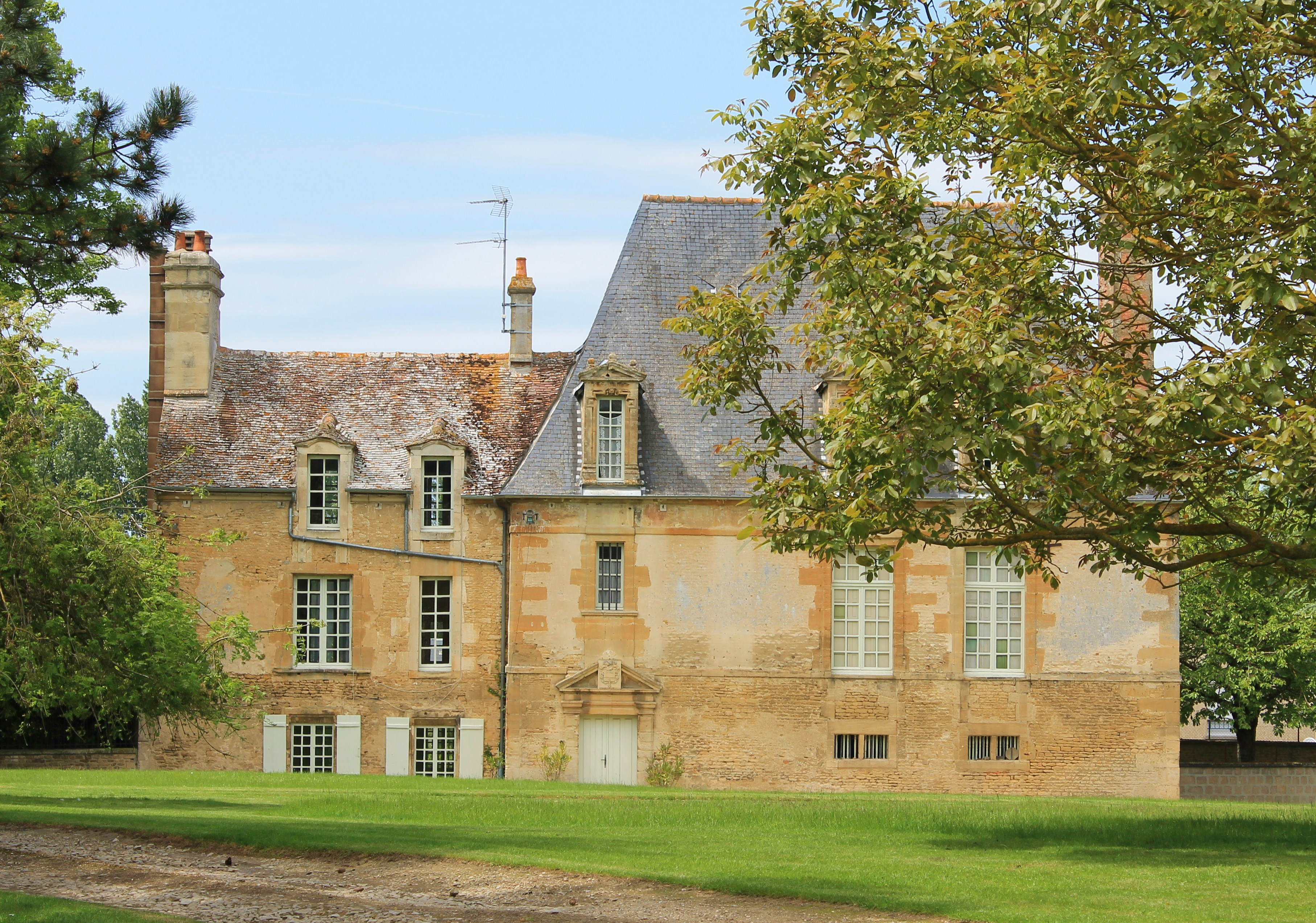
Особняк Тома Дюно XVI века
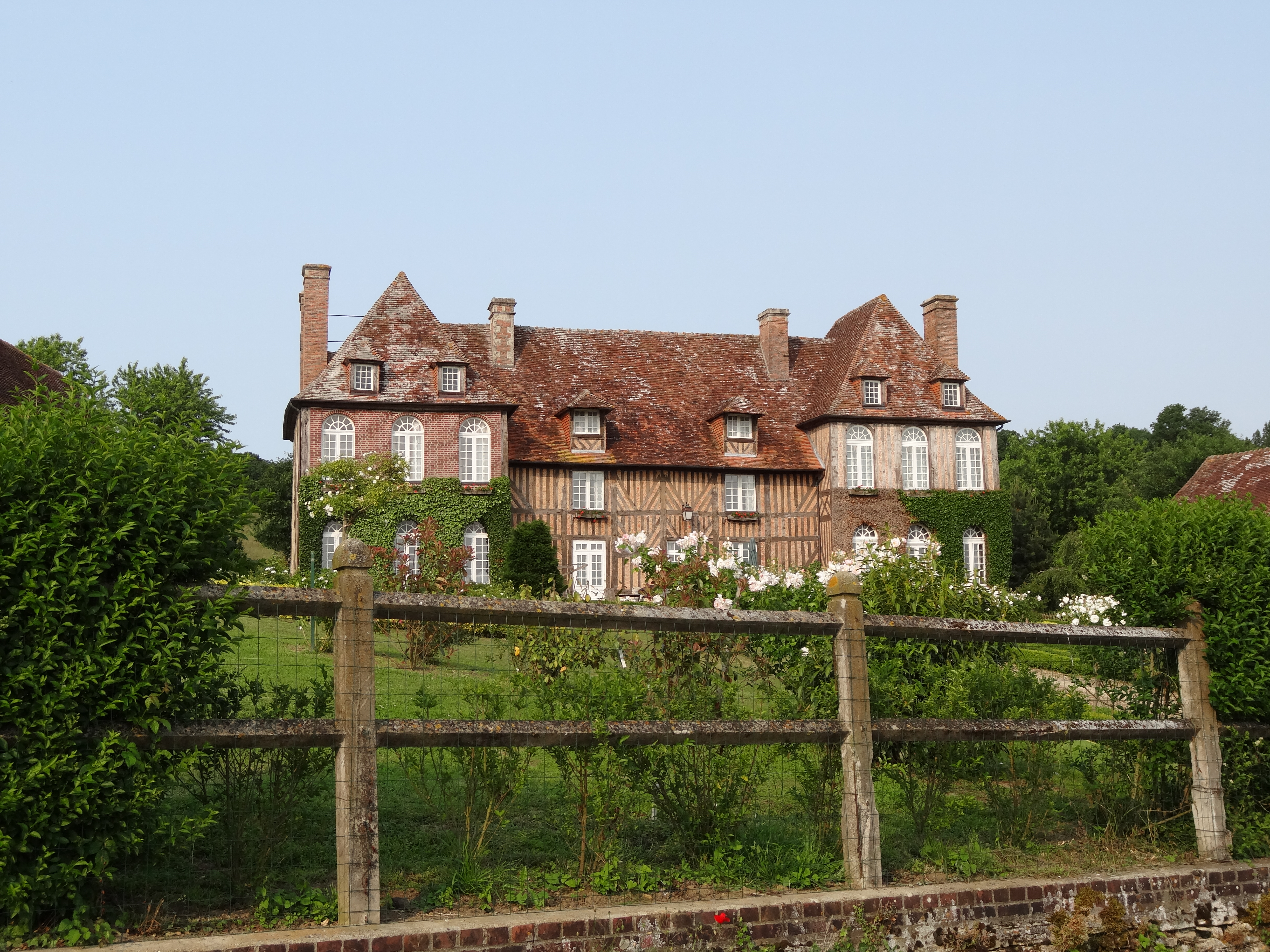
Усадьба Льё-Рошер